# Chasseurs britanniques
Les Chasseurs britanniques étaient un corps de volontaires étrangers de la taille d'un bataillon, qui combattit pour le Royaume-Uni de Grande-Bretagne et d'Irlande pendant les guerres napoléoniennes. Le régiment fut formé à partir des restes de l'armée du prince de Condé après sa dissolution en 1800. Le régiment entra en service en 1800 et continua de se battre pour le Royaume-Uni jusqu'en 1814, date à laquelle il fut dissous après la première abdication et l'exil de Napoléon à l'île d'Elbe.

## Origine des Chasseurs britanniques
Au début de la Révolution française, des forces royalistes furent levées pour combattre les armées révolutionnaires françaises. Celles-ci étaient composées d'immigrés revenus se battre pour le monarque déchu. Trois corps furent alors formées. L'un d'eux, commandé par le prince de Condé, opérait au niveau du haut Rhin. Opérant initialement avec les Autrichiens, l'armée du prince de Condé servi sous commandement russe avant d'entrer au service des Britanniques.

## Sous commandement britannique
Au départ, les chasseurs étaient majoritairement des émigrés français. Alors que les guerres napoléoniennes se poursuivaient, les rangs des chasseurs furent renforcés par des déserteurs de l'armée française. Au service des Britanniques, les chasseurs acquirent une solide réputation de combattants. Cependant, ils avaient aussi une réputation de désertion. À tel point qu'il n'était pas possible de leur faire confiance pour servir de gardes lorsqu'ils étaient au bivouac. En 1813, les Chasseurs eurent un total de 224 déserteurs sur un total de 1 740 hommes. Trois ans après avoir rejoint l'armée de Wellington, près de la moitié des chasseurs avaient déserté.
Après avoir été admis au service de l'armée britannique, les soldats royalistes eurent leur première occasion de montrer leur valeur au combat en 1801, pendant la campagne d'Égypte. Sous le commandement du colonel John Ramsey, ils prirent part au siège d'Alexandrie. Après la campagne égyptienne, les chasseurs furent retirés, d'abord à Malte, puis sur l'île de Wight.
En 1803, alors basés sur l'île de Wight, les chasseurs britanniques furent renvoyés au front avec un nouvel afflux d'immigrés. Les chasseurs sont envoyés à Naples, avant d'aller en Sicile avec le reste des forces britanniques en 1806. Les chasseurs furent affectés à l' expédition du major-général John Stuart en Italie en 1806. Bien qu'ils ne participèrent pas à la bataille de Maida, les chasseurs participèrent à la capture de Reggio de Calabre le 9 juillet 1806, où ils purent inciter 300 prisonniers français à rejoindre leurs rangs.
En 1810, les chasseurs britanniques reçoivent l'ordre de rejoindre l'armée de Wellington dans la péninsule ibérique. Arrivés à Lisbonne en janvier 1811, les chasseurs rejoignirent le commandement de Wellington en mars. Ils servirent alors au sein de la 2e brigade de la septième division. Dans le cadre de l'armée de Wellington, ils participèrent à de nombreux engagements majeurs de la campagne péninsulaire de 1811 à 1814, y compris les batailles de Fuentes de Onoro, Ciudad Rodrigo, Salamanque et Vitoria, ainsi que les combats dans les Pyrénées.
La dernière grande bataille des Chasseurs fut Orthez. Ils furent ensuite chargés d'escorter le duc d'Angoulême à Bordeaux, où ils découvrirent une ville devenue royaliste accueillant le duc et son escorte.
Alors que la plupart des chasseurs servaient dans l'infanterie de ligne sous Wellington, un détachement de chasseurs britanniques reçut l'ordre de se présenter pour embarquer sur navire de la ligne HMS Ramillies. Le détachement était présent à bord du navire pour la bataille de Fort McHenry, mais ne semble pas avoir fait partie du débarquement qui culmina avec l'incendie de Washington.
Avec la fin des hostilités après la première abdication et l'exil de Napoléon à l'île d'Elbe, les chasseurs britanniques furent retirés de France et renvoyés en Grande-Bretagne. Le corps fut dissous le 5 octobre 1814.

## Uniforme et traditions
Les Chasseurs britanniques étaient à l'origine en uniforme vert avec des parements jaunes et un pantalon gris. Leur équipement était entièrement de modèle russe car, avant d'entrer en service britannique, le bataillon servait sous commandement russe. Les chasseurs continuèrent à porter cet uniforme jusqu'à ce qu'ils furent envoyés sur l'île de Wight. Là, ils reçurent le même uniforme que le reste de l'armée britannique. Les manteaux verts et jaunes furent remplacés par des manteaux rouges avec des parements bleu clair et un pantalon blanc. Les uniformes des officiers comprenaient de la dentelle argentée, tandis que les autres grades avaient des passepoils bleus et blancs. L'uniforme était surmonté d'un shako noir avec un panache. Les compagnies de grenadiers portaient des panaches blancs, tandis que les entreprises légères avaient un panache vert. Les officiers portaient des chapeaux bicorne. Comme pour de nombreux bataillons d'infanterie légère, les chasseurs n'avaient pas de couleurs.

## Reconstitution
Les Chasseurs britanniques sont l'unité qu'un groupe de reconstituteurs français basés à Colmar dans l'Est de la France représente depuis 2014.